# Stereo (pel·lícula)
Stereo és una pel·lícula canadenca de David Cronenberg estrenada el 1969.

## Argument
La pel·lícula pretén ser part d'un "mosaic" de recursos educatius per l'Acadèmia canadenca d'Investigació Eròtica. Documenta un experiment per l'amagat Dr. Luther Stringfellow. Un home jove (Ronald Mlodzik) amb una capa negra és vist arribant a l'Acadèmia, on s'uneix a un grup de voluntaris joves que estan sent dotats amb habilitats telepàtiques i que són animats a desenvolupar a través de l'exploració sexual. S'espera que els grups telepàtics, vinculats en polimòrfiques relacions sexuals, formaran una societat substituïda per l'"obsolescent unitat familiar". Una noia desenvolupa una personalitat secundària per tal de suportar el seu estat nou de consciència, que gradualment substitueix la seva personalitat original. Mentre les habilitats dels voluntaris es desenvolupen, l'experiment és cada cop més incapaç de ser controlat. Decideixen separar els telepates, del que en resulten dos suïcidis. La seqüència final mostra la dona jove que va desenvolupar una personalitat extra que porta la capa negra.

## Repartiment
- Ronald Mlodzik
- Jack Messinger
- Paul Mulholland
- Iain Ewing
- Arlene Mlodzik
- Clara Meyer
- Glenn McCauley